# Şırnak (tỉnh)
Şırnak là một tỉnh ở đông nam Anatolia của Thổ Nhĩ Kỳ. Tỉnh này có dân số 403.607 (ước tính năm 2006). Dân số là năm 2000 là 353.197 người 2000. Người Kurd chiếm đa số.
Phía bắc giáp các tỉnh Siirt và Van, phía nam giáp tỉnh Al-Hasakah của Syria và tỉnh Dohuk của Iraq, phía đông giáp tỉnh Hakkâri, phía tây giáp tỉnh Mardin.
Şırnak có các khu vực núi non ở phía tây và phía nam nhưng phần lớn diện tích tỉnh này là cao nguyên. Các sông chảy qua đây gồm Tigris, các chi lưu của nó Hezil, Kızılsu và Çağlayan. Các núi quan trọng có Cudi (2089 m), Gabar, Namaz và Altın. Tên thành phố Şirnex trong tiếng Kurd có nghĩa Thành phố của Noah. Lưu trữ ngày 25 tháng 4 năm 2007 tại Wayback Machine
Nhà thơ nổi tiếng người Kurd thế kỷ 16 Malaye Jaziri sinh ra ở vùng này.

## Các huyện
Şırnak được chia thành 7 đơn vị cấp huyện (tỉnh lỵ được bôi đậm):
- Beytüşşebap
- Cizre
- Güçlükonak
- İdil
- Silopi
- Şırnak
- Uludere